# Извор (Липково)
Извор (мкд. Извор) је насеље у Северној Македонији, у северном делу државе. Извор припада општини Липково.

## Географија
Извор је смештен у северном делу Северне Македоније. Од најближег већег града, Куманова, насеље је удаљено 25 km северозападно.
Насеље Извор је у источном делу историјске области Црногорје. Насеље је положено високо, на североисточним висовима Скопске Црне Горе. Надморска висина насеља је приближно 880 метара.
Месна клима је планинска због знатне надморске висине.

## Становништво
Извор је према последњем попису из 2002. године имао 4 становника. 
Претежно становништво у насељу су Албанци (100%).
Већинска вероисповест је ислам.